# 三浦俊章
三浦 俊章（みうら としあき、1957年 - ）は、朝日新聞の論説委員。

## 来歴
鹿児島県鹿児島市出身。早稲田大学政治経済学部を卒業し、国際基督教大学大学院修士課程修了。 
1984年には、朝日新聞社に入社。 政治部、アエラ編集部、ワシントン特派員、政治部次長を経て、政治・外交担当の論説委員を長く務める。
2009年から2010年まで、米ハーバード大学研究員。2011年4月から2013年3月まで、テレビ朝日系列 「報道ステーション」のコメンテーターを務める。 
2013年4月から朝日新聞日曜版GLOBEの編集長となる。

## 著書
- オバマ演説集（2010年、岩波書店）
- オバマ:希望への道（2009年、岩波書店）
- ブッシュのアメリカ（2003年、岩波書店）
- 日米同盟半世紀:安保と密約（2001年、朝日新聞社）